# Гражданство Латвии
Гражданство Латвии — устойчивая правовая связь (физического) лица с латвийским государством. В Латвии на начало 2021 г. проживало 1 762 123 её гражданина, составляя 85,2 % жителей страны. На 1 января 2021 года 205 373 граждан Латвии проживали за рубежом, главным образом в Великобритании (82 661), Ирландии (21 348), США (16 340) и Германии (21 987).
На 2010 год, более 30 000 граждан Латвии имели двойное гражданство. До 2012 года в Сейме Латвии существовала особая Комиссия по исполнению закона о гражданстве.

## История законодательства о гражданстве

### Латвийская Республика (1918—1940)
Первый закон о гражданстве Латвийской Республики был принят 23 августа 1919 года и основывался на принципе ius soli: гражданство предоставлялось бывшим подданным России, происходившим с латвийской территории или имевшим правовую принадлежность к латвийской территории до 1 августа 1914 года, и не перешедшим в иное гражданство. В 1921 году в закон были внесены поправки. В 1927 году в закон были внесены поправки, расширявшие возможность получения гражданства; часть избирателей внесла законопроект об отмене этих поправок, который был вынесен на референдум, но из-за низкой явки референдум был признан несостоявшимся. Двойного гражданства закон не допускал.
В июле 1940 года кабинет министров Августа Кирхенштейна принял поправки к закону, позволявшие правительству лишать гражданства лиц, находившихся за границей без разрешения правительства.

### Латвийская ССР (1940—1990/1991)
В сентябре 1940 года ВС СССР издал указ о порядке приобретения гражданства СССР гражданами Латвийской, Литовской и Эстонской ССР.
Согласно статье 31 Конституции Латвийской ССР 1978 года и установленному в СССР единому союзному гражданству, все граждане Латвийской ССР являлись гражданами СССР. Граждане других союзных республик обладали на территории ЛССР теми же правами, что и граждане ЛССР.
В 1989 году в Верховном Совете Латвийской ССР был разработан законопроект о гражданстве Латвийской ССР.

### Латвийская Республика (1990-н.в.)
Народный фронт Латвии в пункте 2.5. своей программы 1989 года (объявившей о стремлении к восстановлению независимости и борьбу за Латвийскую Республику) выступал «за то, чтобы гражданство получили постоянные жители Латвии, декларирующие своё желание получить гражданство Латвии и недвусмысленно связывающие свою судьбу с латвийским государством».
15 октября 1991 года Верховный Совет Латвийской Республики (избранный в 1990 году как ВС ЛССР, с большинством у НФЛ) принял постановление «О восстановлении прав граждан Латвийской Республики и основных условиях натурализации»,. Согласно ему, указ ВС СССР от 7 сентября 1940 года был объявлен не имеющим силы по отношению к гражданам Латвийской Республики с момента принятия, а гражданство Латвии было признано только за лицами, бывшими гражданами Латвийской Республики на 17 июня 1940 года, и их потомками (примерно 2/3 жителей страны); двойное гражданство было запрещено. В октябре 1992 года было принято ещё одно постановление ВС — «Об условиях признания прав граждан Латвийской Республики за лицами, которые до 1 августа 1914 года проживали в границах Латвии, и их потомками».

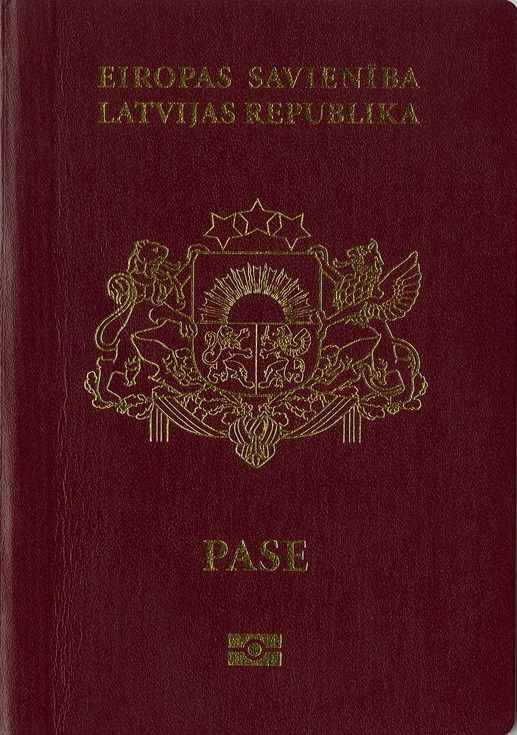
Паспорт гражданина Латвии

В июле 1994 года был принят Закон о гражданстве (иной вариант закона был принят Сеймом в июне 1994 года; в связи с принятием этого закона Совет Федерации РФ принял обращение к парламентам государств-участников СБСЕ; закон был возвращён латвийским президентом парламенту на повторное рассмотрение), заменивший оба вышеупомянутых постановления ВС. Он предусматривал возможность натурализации с так называемыми «окнами» — разделением претендентов на группы по возрасту, месту рождения и возрасту въезда в страну для не родившихся в Латвии; эти группы получали возможность подавать заявления о натурализации в разные годы.
В 1995 году были приняты поправки, закрепившие право на получения гражданства Латвии без натурализации за проживающими в стране латышами и ливами, а также выпускниками латышских школ. В 1996 году объединение «Отечеству и свободе» инициировало сбор подписей за ужесточение Закона о гражданстве; подписалось 126 564 гражданина при необходимых для передачи законопроекта в Сейм 131 145. В 1997 году были приняты поправки, передавшие принятие окончательного решения о натурализации в руки Кабинета министров.
В 1998 году были приняты Сеймом, оспорены и путём референдума утверждены поправки, приветствовавшиеся Верховным комиссаром ОБСЕ по делам национальных меньшинств, об отмене «окон натурализации» и предоставлении возможности получения гражданства в заявительном порядке детям неграждан, родившимся в Латвии после 21 августа 1991 года.
В 2003 году были снижены пошлины для натурализации некоторых групп населения. В 2006 году требования по сдаче экзаменов были сняты с части инвалидов, но ужесточены для остальных. В 2007 году в Уголовный закон была введёна как особый состав преступления корыстная или повторная в течение года выдача себя за иное лицо при проверке владения латышским языком или иных натурализационных проверках. В 2008 и 2009 гг. Сейм отклонил законопроекты о предоставлении гражданства в порядке регистрации негражданам, достигшим возраста 60 лет или родившимся в Латвии (№ 999 и 1619)). В 2011 году были приняты новые правила регистрации детей неграждан и апатридов в качестве граждан Латвии, позволившие подавать заявление о регистрации ребёнка как гражданина не только в отделениях Управления по делам гражданства и миграции, но и в отделах ЗАГС.
В 2012 году Сейм отклонил законопроект о ратификации Европейской конвенции о гражданстве. В 2013 году были приняты изменения, разрешающие получение двойного гражданства со странами ЕС, НАТО, ЕАСТ, Австралией, Бразилией и Новой Зеландией, а также разрешающие этническим латышам и ливам сохранять любое предыдущее гражданство, но ужесточающие ценз проживания и предусматривающие невозможность обжаловать отказ правительства в натурализации. Они подверглись критике со стороны России.
В феврале 2014 года Верховный суд счёл антиконституционной законодательную инициативу о предоставлении гражданства желающим того «негражданам», внесённую более чем 12 тысячами граждан, и отказал в её продвижении на следующий этап.
В 2019 году Сейм принял закон о том, чтобы детям «неграждан», родившимся в 2020 году и позднее, автоматически предоставлялось гражданство Латвии.
По состоянию на 2020 год, цензы для натурализации таковы: пятилетнее постоянное проживание в стране, владение латышским языком, знание конституции, истории и текста гимна, легальный источник доходов. Не допускается натурализация: лиц, создающих угрозу безопасности; неплательщиков налогов; бывших сотрудников органов госбезопасности СССР; лиц, активно действовавших после 13.01.1991. в ряде запрещённых в августе-сентябре 1991 года организаций (КПЛ, ИФТ); лиц с судимостью за деяния, признаваемые преступными в Латвии; лиц, призванных извне Латвии и демобилизовавшихся в Латвии из Советской армии или внутренних войск (кроме граждан Литвы, Эстонии и лиц, десять лет состоящих в браке с гражданами Латвии); иностранных военнослужащих, не имеющих особого разрешения Кабинета министров.

## Натурализация
Всего к 31 декабря 2022 года натурализовалось 148 830 человек. Процесс натурализации подробно регулируется правилами Кабинета министров и проводится Управлением по делам гражданства и миграции. Третья часть претендентов на гражданство Латвии находится в возрасте от 18 до 30 лет.
Гражданство Латвии в порядке натурализации могут получить лица достигшие возраста 15 лет, постоянно проживающие в Латвии в течение не менее последних пяти лет, владеющие латышским языком, знающие основные условия Конституции Латвийской Республики, текст государственного гимна, основы истории и культуры Латвии. Также необходимо иметь легальный источник дохода. Существуют льготы на проверку, для определённых групп лиц проходивших обучение или сдававших экзамены полностью или частично на латышском языке, для лиц старше 65 лет и для инвалидов I, II, III группы.
Претенденты на гражданство Латвии должны отказаться от предыдущего гражданства (кроме граждан стран-членов ЕС, НАТО, ЕАСТ, Австралии, Бразилии и Новой Зеландии), а негражданин или лицо без гражданства предъявить подтверждение статуса.

## Демография граждан
- Доля граждан среди жителей Латвии 1898—1921 года рождения на 1 июля 2011 года — 69,2 %, среди жителей 1993—2011 года рождения граждан 95,5 %[41].
- Доля граждан жителей Латвии постепенно увеличивается во всех возрастных группах: на 1 июля 2014 года среди жителей Латвии 1898—1924 года рождения граждан 69,6 %, среди жителей 1995—2014 года рождения граждан 95,7 %[41].

Удельный вес граждан в крупнейших городах значительно ниже, чем в среднем по стране: среди рижан на середину 2011 года граждан 72,5 %, среди даугавпилчан — 76,4 %, среди лиепайчан — 73,7 %. Доля латышей среди граждан — 71,5 % (среди населения в целом — 59,5 %).

## Права граждан
В правах граждан и неграждан (nepilsoņi) насчитывается более 70 различий. Многие из них также отличают граждан Латвии от иностранцев — граждан других стран и апатридов в понимании латвийского закона (bezvalstnieki).
Общие для граждан и неграждан права, которые отличают их от иностранцев, включают право делать пожертвования политическим партиям, право вернуться в Латвию, право проживать в Латвии без виз и видов на жительство.
Общие для граждан Латвии и других стран ЕС права, отличающие их от неграждан, апатридов и граждан третьих стран, включают право участвовать в муниципальных и европейских выборах.

## Международные рекомендации
Рекомендации международных правозащитных организаций Латвии включают советы:
- упростить натурализацию;[49]
- сократить разницу между правами граждан и неграждан[50][51].